# Luis Nishizawa Flores
Luis Nishizawa Flores (San Mateo Ixtacalco, Cuautitlán; 2 de febrero de 1918-Toluca de Lerdo, 29 de septiembre de 2014) fue un pintor mexicano.

## Biografía
Su papá y hermano se llamaban igual, Kenji Nishizawa era de origen japonés nacido en la Prefectura de Nagano y su madre era una mexicana de nombre María de Jesús Flores del Estado de México. Los estudios artísticos de Nishizawa comenzaron cuando fue aceptado en 1942 en la Academia de San Carlos. Desde 1951, el año en que realizó su primera exposición en el Salón de Artes Plásticas se ha convertido en uno de los más importantes exponentes del arte mexicano. Su simplificación de las formas y concepción natural lo comparan con los de Gerardo Murillo. Nishizawa impartió clases en la Universidad Nacional Autónoma de México en 1955. Fue ganador del Premio Nacional de Ciencias y Artes en el área de Bellas Artes en 1996. Trabajó y dio clases en Toluca, donde su casa se convirtió en su estudio hasta antes de su muerte.
Su obra está presente en diversos lugares: Unidad del Seguro Social de Celaya, Gto; Centro Cultural Martí de la Ciudad de México; Estación del metro Keisei de Narita, Japón; Centro Cultural Universitario, México D.F.; Archivo General del Estado de México, Toluca, Estado de México; Procuraduría General de la República, Ciudad de México; Secretaría de Educación Pública, México, D.F, entre otros.
La pasión de Ixtapalapa, 1950. Mixta sobre tela sobre fibracel, 147.5 x 122 cm.
Niños armando un judas, 1953. Óleo sobre tela sobre masonite 98 x 69.5 cm. 
Han formado colecciones de sus obras las siguientes instituciones: Museo de Arte Moderno. México D.F.; Instituto Nacional de Bellas Artes. México D.F.; Museo de Arte Moderno, Japón; Museo Shinanu Nagano, Japón; Museo Carrillo Gil. México, D.F. Museo de Arte Moderno del Centro Mexiquense de Cultura Toluca, México; Museo de la Estampa Mexicana, Bulgaria; Museo de la Estampa, México; Museo de la Cultura de la Cía.. Mikubisi. Yokohama, Japón; Museo de las Bellas Artes Toluca, México. También tiene obras en la Colección de Bancomer, Comermex, Cía.. Resistol, y en colecciones privadas de México, Japón y Panamá

## Primeros años
Luis Nishizawa recuerda su primer contacto con la pintura a la edad de dos años, desde niño le gustaban los atardeceres rojos y los días lluviosos, brincaba en los charcos y le gustaba ver el reflejo del cielo.

## Pictórica

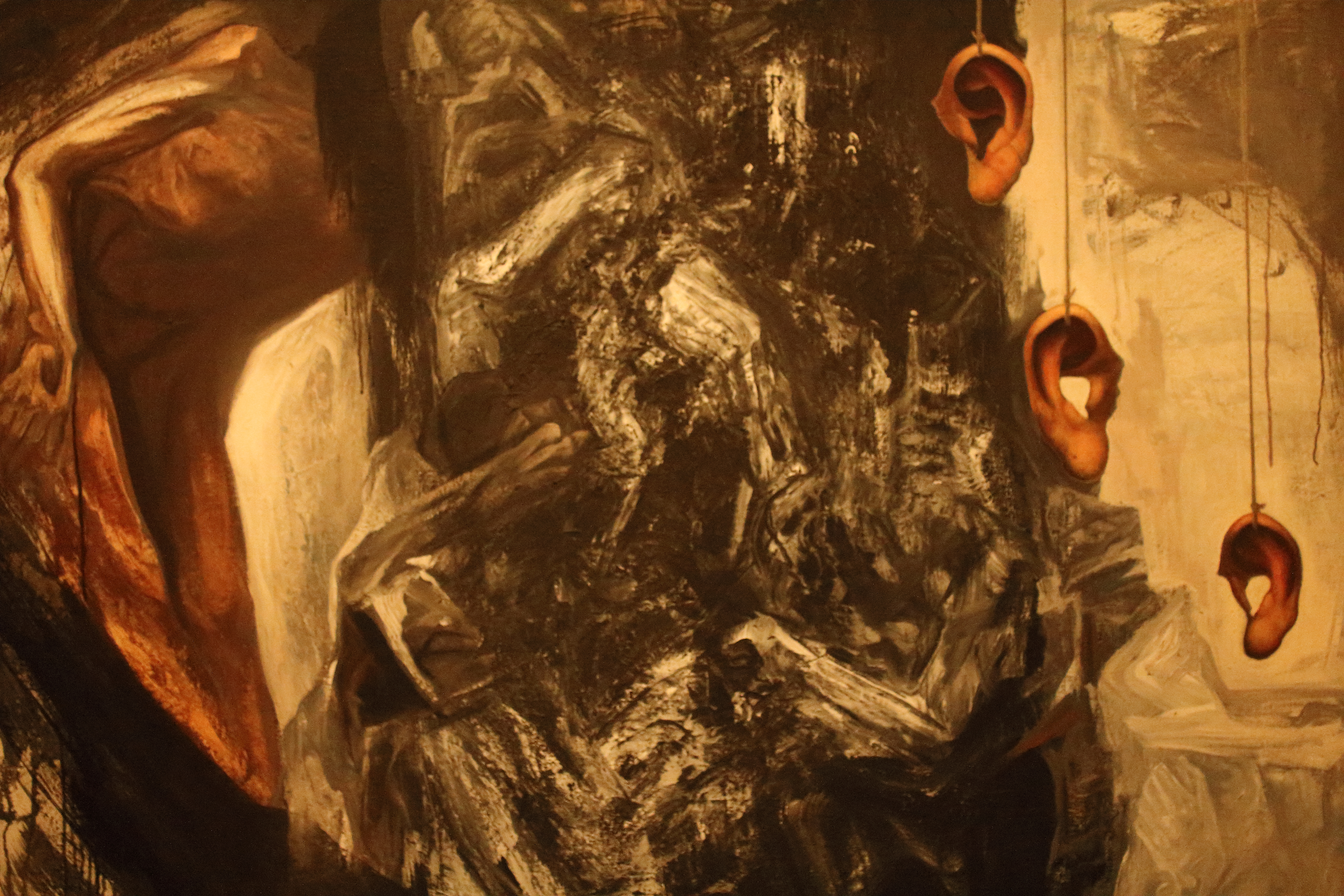
Obra de Nishizawa.

Luis Nishizawa Flores, conocido por su personal estilo dentro de la figuración en el arte, en el cual parte de un exquisito y expresivo realismo hasta un expresionismo con una importante carga de la cultura oriental, en la cual evidencia sus raíces mexicanas y japonesas. Distinguido por la gran cantidad de pinturas de caballete y la calidad en cada una de ellas, los paisajes hacen distinguir dentro de los trabajos de Luis Nishizawa, esto es un enriquecedor ejercicio a quienes pueden contemplar sus proyectos, con gran sencillez el maestro expresa ante el público su gran conocimiento de las técnicas pictóricas como la cera y resina el encausto y la yema de huevo con agua. “La pintura no tiene significados; yo espero que la persona que ve el cuadro lo complete o lo mejore” (Luis Nishizawa). Fue nombrado Maestro Emérito y doctor honoris causa de la Universidad Nacional de México, Premio Nacional de Artes (1996), el gobierno de Japón le otorgó el premio "Tesoro Sagrado del Dragón", la emisión de una estampilla postal conmemorativa por parte del correo mexicano. Miembro Numerario de la Academia de Artes y "Creador Artístico" del Consejo Nacional para la Cultura y las Artes, entre otros. Su obra está presente en diversos lugares: Unidad del Seguro Social de Celaya, Gto; Centro Cultural Martí de la Ciudad de México; Estación del metro Keisei de Narita, Japón; Centro Cultural Universitario, México D.F.; Archivo General del Estado de México, Toluca, Estado de México; Procuraduría General de la República, Ciudad de México; Secretaría de Educación Pública, México, D.F, entre otros.Han formado colecciones de sus obras las siguientes instituciones: Museo de Arte Moderno. México D.F.; Instituto Nacional de Bellas Artes. México D.F.; Museo de Arte Moderno Kioto, Japón; Museo Shinanu Nagano, Japón; Museo Carrillo Gil. México, D.F. Museo de Arte Moderno del Centro Mexiquense de Cultura Toluca, México; Museo de la Estampa Mexicana, Bulgaria; Museo de la Estampa, México; Museo de la Cultura de la Cía.. Mikubisi. Yokohama, Japón; Museo de las Bellas Artes Toluca, México. También tiene obras en la Colección de Bancomer, Comermex, Cía.. Resistol, y en colecciones privadas de México, Japón y EUA.

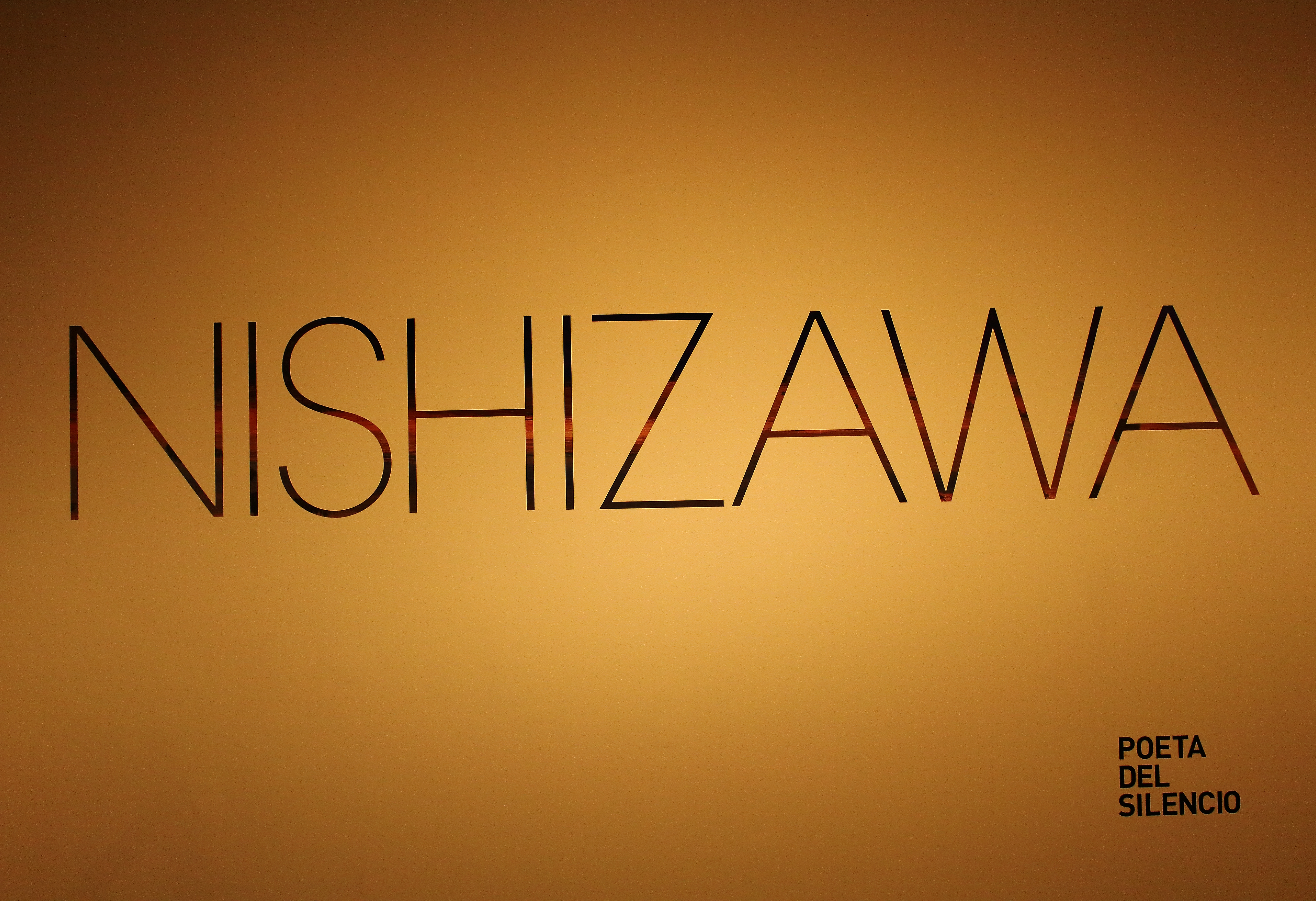
Exposición del pintor mexicano Luis Nishizawa.

La producción pictórica que ha aportado el maestro Luis Nishizawa a la cultura y plástica mexicana ha sido constantemente distinguida, gracias a ello cuenta con reconocimientos por sus aportaciones, otorgadas por (CONACULTA) Consejo Nacional para la Cultura y las Artes o de la (UNAM) Universidad Nacional Autónoma de México.

## Museo

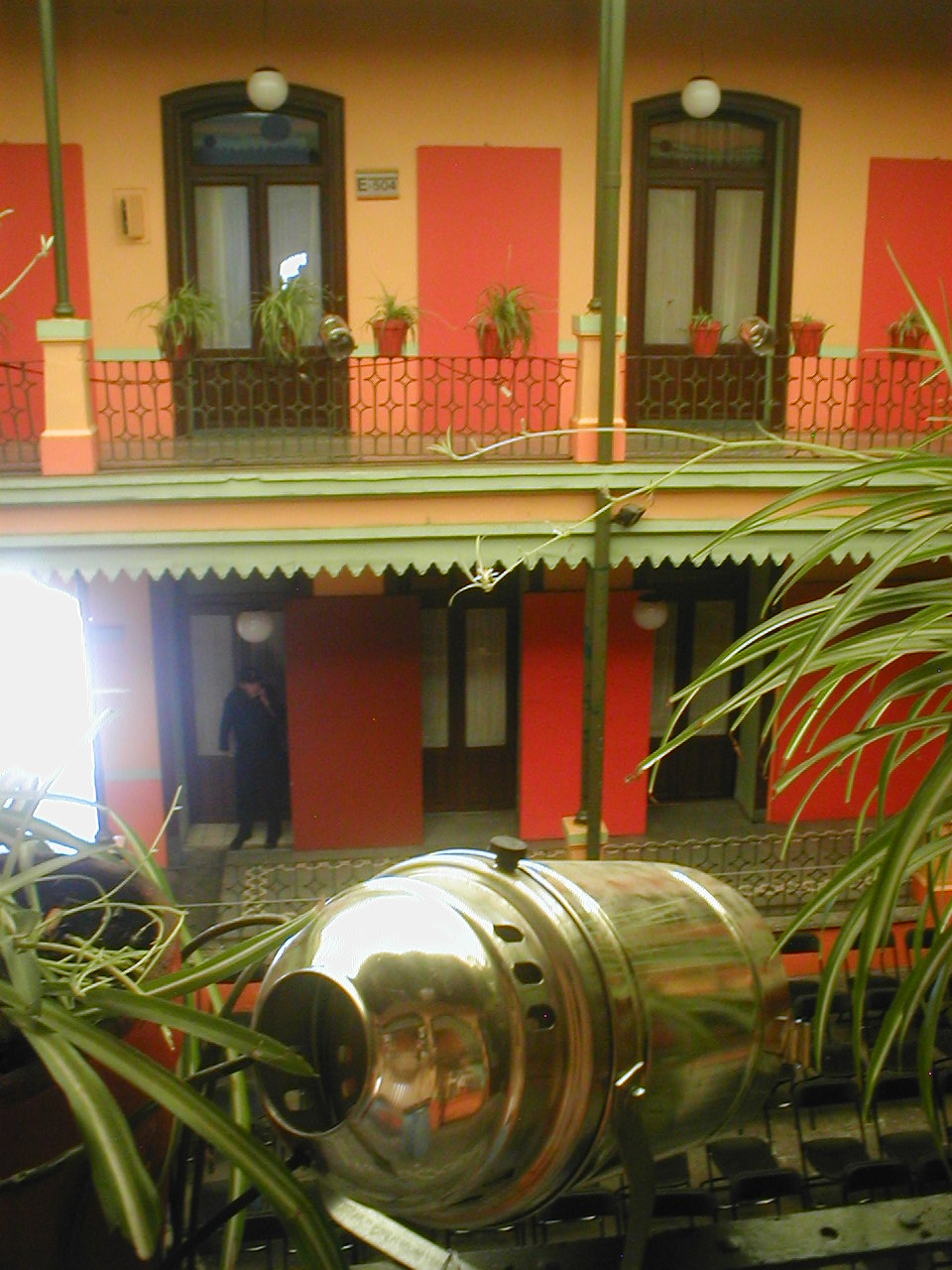
Museo-Taller Luis Nishizawa

El Museo –Taller Luis Nishizawa Flores, está ubicado en la calle Nicolás Bravo Norte Número 305 C.P. 5000 en Toluca, Estado de México, México. Fue inaugurado el 16 de diciembre de 1992, como un reconocimiento a la vasta creación plástica del pintor Luis Nishizawa Flores. Esta institución cultural tiene una doble función: es un museo en el que se presenta al público la obra plástica del Maestro Luis Nishizawa (óleos, acuarelas, grabados, mixografías, vitrales y un mural) y funciona también como taller. En el taller otros maestros imparten también cursos intensivos sobre diferentes especialidades dentro de la plástica. Se dice que en esta antigua casa existía un túnel que comunicaba con el Convento de la Purísima Concepción de los Carmelitas Descalzos y que por mucho tiempo funcionó como una vecindad.

## Obras
Cronología de algunas obras 
- 1946. Doña Luz
- 1949. La niña del rebozo
- 1953 Retrato de mujer mexicana con flor, pertenece a la exposición permanente del Instituto Mexiquense de Cultura de Texcoco Méx
- 1953. Niños armando un judas.
- 1956. Estudios para mural. Mural
- 1958. Caín.
- 1956. Cristo de Iztapalapa. Mural
- 1960. Pátzcuaro
- 1970. Al caer la tarde y el sueño de mi madre
- 1972. Las vacas flacas, Los sueños rotos, se encuentra en la Casa del Risco.
- 1972. Los sueños rotos.
- 1973. Encinas.
- 1981. Fugetsu een nen, en Cuba.
- Sin tener fecha exacta. Retrato de María, Don Hermilo...mi-amigo, Mi hijo Gabriel, Mi hijo Luís, Mi pequeña Adriana, Autorretrato Mi madre y Mi padre en sus largos días, Nocturno, Mirasoles, Festival, Serranía cora, El sueño del niño bobo, Camarones, Charales
- 1987. Tres aguafuertes en Juchitán, sobre el tema Huehuetl de Malinalco.
- 1988. Langostino.
- 1994. Tlayapan.
- 1997. El estilo del paisaje, Galería Mexicana de Aviación.
- 1998. A flor de piel se encuentra en el Centro Cultural Tijuana, Baja California, México.
- 1998. Iztaccihuatl.
- 2002. Colección de Desnudos, en el Museo Taller Nishizawa, Toluca, México
- 2003. Alfabeto Femenino, Museo Ángel Zárraga, Durango.
- 2003. Estudios de desnudo, en el Colegio de Bachilleres, México, D.F.
- 2003. La medicina y el arte. Exposición de paisaje, en el Centro Médico del ISSEMYM, Metepec, México.
- 2008. Tesoro sagrado del dragón.
- 2009. Claroscuro del tiempo.
- 2010.El Paisaje Valores y colores. Museo Casa Diego Rivera. Guanajuato.[4]
- 2011. Alma de Sumie Espacio Japón. Embajada de Japón en México, Tlayapan.
- 1994.Temple, s/m  62.0X120.0 cm.

## Murales
- 1957. Su Primer mural, El aire es vida y la salud es lo más importante de la vida.
- 1957-1959. Simbología prehispánica, Simbolización de la salud, Objetivación de los factores de morbilidad y la Asistencia médica. Toda la obra en acrílico sobre aplanado en seco. Centro Médico Nacional, Ciudad de México.
- 1969. Un canto a la vida en cerámica mide 5 por 15 metros, Seguro Social Celaya, Guanajuato.
- 1976. Mural colectivo Fragmento acrílico, en el Centro Cultural José Martí, México, D.F.
- 1981. El espíritu creador siempre se renueva" en la estación del Metro Keiseia Narita, Japón.
- 1981. Fugetsu een nen, se encuentre en Cuba.
- 1982. El lecho del Universo, es un espectacular mural, realizado con piedra de recinto y roca volcánica, de grandes dimensiones: 3.58  por 24.20 metros, El textil representa un petate simboliza: el principio y el fin, existe un trazo circular significa el ejercicio de la inteligencia. Centro Cultural Mexiquense.

- 1983. Mural Fu Get Su Een New para la Compañía de Ferrocarriles y la Asociación de Cultura y Tráfico de Japón.
- 1984-1985. Un mural para la Sala Miguel Covarrubias del Centro Cultural Universitario de la Ciudad de México.
- 1987. El lecho del universo, hecho en piedra gris y piedra oxidada, Museo de Arte Moderno del Centro Cultural Mexiquense, Toluca, Estado de México.
- 1987. Códice prehispánico, hecho en cerámica, Biblioteca del Centro Cultural Mexiquense.
- 1988. El hombre y su libertad, en tela sobre bastidor, Procuraduría General de la República, México.

Mural Textil Terreo”, utilizó cerámica de baja temperatura, la materia prima es el barro de Metepec, material de carácter popular y duradero. Se encuentra en el Museo Taller Luis Nishizawa.